# Citrus Springs
Citrus Springs és una concentració de població designada pel cens dels Estats Units a l'estat de Florida. Segons el cens del 2000 tenia 4.157 habitants.

## Demografia
Segons el cens del 2000, Citrus Springs tenia 4.157 habitants, 1.834 habitatges, i 1.333 famílies. La densitat de població era de 75,5 habitants per km².
Dels 1.834 habitatges en un 20,1% hi vivien nens de menys de 18 anys, en un 62,4% hi vivien parelles casades, en un 8,5% dones solteres, i en un 27,3% no eren unitats familiars. En el 23,3% dels habitatges hi vivien persones soles el 16,4% de les quals corresponia a persones de 65 anys o més que vivien soles. El nombre mitjà de persones vivint en cada habitatge era de 2,25 i el nombre mitjà de persones que vivien en cada família era de 2,61.
Per edats la població es repartia de la següent manera: un 18% tenia menys de 18 anys, un 4,2% entre 18 i 24, un 18,6% entre 25 i 44, un 22,9% de 45 a 60 i un 36,3% 65 anys o més.
L'edat mediana era de 54 anys. Per cada 100 dones de 18 o més anys hi havia 85,8 homes.
La renda mediana per habitatge era de 29.758 $ i la renda mediana per família de 35.000 $. Els homes tenien una renda mediana de 27.143 $ mentre que les dones 18.686 $. La renda per capita de la població era de 16.845 $. Entorn del 5% de les famílies i el 7,8% de la població estaven per davall del llindar de pobresa.

## Poblacions properes
El següent diagrama mostra les poblacions més properes.